# Baywatch (film)
Baywatch är en amerikansk långfilm från 2017 regisserad av Seth Gordon, baserad på TV-serien med samma namn som sändes mellan 1989 och 2001. I rollerna syns bland andra Dwayne Johnson, Zac Efron, Priyanka Chopra och Alexandra Daddario.
Filmen hade biopremiär 25 maj 2017 och 2 juni samma år i USA respektive Sverige.

## Handling
Den hängivne badvaktsveteranen Mitch Buchannon (Dwayne Johnson) och hans nya yngre kollega Matt Brody (Zac Efron) försöker sätta dit ett kriminellt gäng som terroriserar kuststaden där de båda arbetar som livräddare på stranden.

## Rollista
| Dwayne Johnson        | – Mitch Buchannon   |
| Zac Efron             | – Matt Brody        |
| Priyanka Chopra       | – Victoria Leeds    |
| Alexandra Daddario    | – Summer Quinn      |
| Kelly Rohrbach        | – C.J. Parker       |
| Jon Bass              | – Ronnie            |
| Ilfenesh Hadera       | – Stephanie Holden  |
| Yahya Abdul-Mateen II | – Garner Ellerbee   |
| Rob Huebel            | – Don Thorpe        |
| Hannibal Buress       | – Dave the Tech     |
| Jack Kesy             | – Leon              |
| Amin Joseph           | – Frankie           |
| Izabel Goulart        | – Amber             |
| Charlotte McKinney    | – Julia             |
| David Hasselhoff      | – Mitch             |
| Pamela Anderson       | – Casey Jean Parker |